# Ланггорн (Пенсільванія)
Ланггорн (англ. Langhorne) — місто (англ. borough) в США, в окрузі Бакс штату Пенсільванія. Населення — 1643 особи (2020).

## Географія
Ланггорн розташований за координатами 40°10′39″ пн. ш. 74°55′24″ зх. д. / 40.17750° пн. ш. 74.92333° зх. д. (40.177452, -74.923416).  За даними Бюро перепису населення США в 2010 році місто мало площу 1,28 км², з яких 1,27 км² — суходіл та 0,01 км² — водойми.

### Клімат
| Клімат : Ланггорн       | Клімат : Ланггорн | Клімат : Ланггорн | Клімат : Ланггорн | Клімат : Ланггорн | Клімат : Ланггорн | Клімат : Ланггорн | Клімат : Ланггорн | Клімат : Ланггорн | Клімат : Ланггорн | Клімат : Ланггорн | Клімат : Ланггорн | Клімат : Ланггорн | Клімат : Ланггорн |
| Показник                | Січ.              | Лют.              | Бер.              | Квіт.             | Трав.             | Черв.             | Лип.              | Серп.             | Вер.              | Жовт.             | Лист.             | Груд.             | Рік               |
| Абсолютний максимум, °C | 21,9              | 25,4              | 30,8              | 34,7              | 35,2              | 35,9              | 39,3              | 38,0              | 36,9              | 31,3              | 27,3              | 24,4              | 39,3              |
| Середній максимум, °C   | 4,4               | 6,2               | 10,8              | 17,3              | 22,7              | 27,8              | 30,1              | 29,2              | 25,4              | 19,1              | 13,0              | 6,8               | 17,8              |
| Середня температура, °C | −0,2              | 1,3               | 5,4               | 11,4              | 16,6              | 21,9              | 24,4              | 23,6              | 19,6              | 13,2              | 7,8               | 2,3               | 12,3              |
| Середній мінімум, °C    | −4,7              | −3,6              | 0,1               | 5,4               | 10,6              | 16,1              | 18,8              | 18,1              | 13,8              | 7,3               | 2,7               | −2,1              | 6,9               |
| Абсолютний мінімум, °C  | −23,3             | −19,1             | −15,5             | −7,7              | 0,9               | 5,7               | 9,2               | 6,2               | 2,4               | −3,7              | −10,8             | −17,8             | −23,3             |
| Норма опадів, мм        | 90                | 70                | 106               | 100               | 109               | 109               | 131               | 110               | 110               | 96                | 91                | 102               | 1226              |
| Вологість повітря, %    | 66.2              | 62.5              | 58.2              | 57.7              | 62.1              | 66.1              | 66.4              | 68.8              | 69.8              | 69.3              | 67.7              | 68.1              | 65.3              |
| ----------------------- | ----------------- | ----------------- | ----------------- | ----------------- | ----------------- | ----------------- | ----------------- | ----------------- | ----------------- | ----------------- | ----------------- | ----------------- | ----------------- |
| Джерело: PRISM          |                   |                   |                   |                   |                   |                   |                   |                   |                   |                   |                   |                   |                   |

## Демографія
Згідно з переписом 2010 року, у селищі мешкали 1622 особи в 649 домогосподарствах у складі 351 родини. Густота населення становила 1267 осіб/км².  Було 677 помешкань (529/км²).
Расовий склад населення:
| - 87,7 % — білих - 8,0 % — чорних або афроамериканців - 1,5 % — азіатів - 0,1 % — корінних американців - 1,2 % — осіб інших рас |

До двох чи більше рас належало 1,5 %. Частка іспаномовних становила 2,3 % від усіх жителів.
За віковим діапазоном населення розподілялося таким чином: 18,9 % — особи молодші 18 років, 64,5 % — особи у віці 18—64 років, 16,6 % — особи у віці 65 років та старші. Медіана віку мешканця становила 41,3 року. На 100 осіб жіночої статі у селищі припадало 96,8 чоловіків;  на 100 жінок у віці від 18 років та старших — 90,9 чоловіків також старших 18 років.
Середній дохід на одне домашнє господарство  становив 88 764 долари США (медіана — 76 786), а середній дохід на одну сім'ю — 123 073 долари (медіана — 97 917). Медіана доходів становила 66 375 доларів для чоловіків та 50 208 доларів для жінок. За межею бідності перебувало 9,7 % осіб, у тому числі 6,6 % дітей у віці до 18 років та 3,4 % осіб у віці 65 років та старших.
Цивільне працевлаштоване населення становило 727 осіб. Основні галузі зайнятості: освіта, охорона здоров'я та соціальна допомога — 31,9 %, роздрібна торгівля — 13,5 %, науковці, спеціалісти, менеджери — 9,1 %, будівництво — 7,6 %.